# Marta Pazos
Marta Pazos   (Pontevedra, 1976) és una directora d'escena, escenògrafa, dramaturga i artista visual gallega. Les seves obres es caracteritzen per una estètica en la qual l'ús del color és predominant.

## Trajectòria
Filla d'una infermera i un músic de jazz, Pazos és llicenciada en Belles arts per la Universitat de Barcelona, en l'especialitat de pintura. En 1999 va crear el seu primer espectacle i va fundar la seva primera companyia, anomenada Belmondo. Anys més tard, el 2007, va fundar la companyia de teatre Voadora al costat de l'actor Hugo Torres i el productor José Díaz, que va ser reconeguda el 2013 amb el Premi de la Crítica de Galícia en la modalitat d'arts escèniques i audiovisuals.
Com a directora d'escena de Voadora, Pazos va dirigir diversos espectacles, entre ells, Tokio3, finalista dels premis Max de 2013 al millor espectacle revelació i guanyador de cinc premis de teatre María Casares, Sueño de una noche de verano (2017), Garage (2017), peça amb la qual va inaugurar la temporada 2017-2018 del MA Scéne Nationale de Montbéliard a França o Hemos venido a darlo todo (2019).
També ha dirigit produccions com Martes de Carnaval (2017), la primera obra en gallec de Ramón María de Valle-Inclán per al Centre Dramàtic Galego, l'òpera A amnesia de Clío (2019), composta per Fernando Buide, amb llibret de Fernando Epelde, l'òpera bufa composta per Raquel García-Tomás i llibret d'Helena Tornero, Je suis narcissiste (2019) del Teatro Real de Madrid, Teatro Español i Teatre Lliure, que va ser nominada a millor estrena mundial en els International Opera Awards; Siglo mío, bestia mía (2020), obra amb la qual Lola Blasco va obtenir el Premi Nacional de Literatura Dramàtica el 2016 o l'òpera Alexina B. (2023) composta per Raquel García-Tomás, amb text d'Irène Gayraud, inspirada en les memòries d'Hérculine Barbin / Alexina B., Mes souvenirs.
El febrer de 2021, va dirigir per al Teatre Lliure de Barcelona, la primera adaptació teatral de l'únic guió cinematogràfic de Federico García Lorca, Viaje a la Luna. El maig d'aquest mateix any, va estrenar la seva tercera adaptació de William Shakespeare, Othello en el Teatro de La Abadía de Madrid, i el novembre, va estrenar per al Centre Dramàtic Nacional, l'obra de Federico García Lorca, Comedia sin título.
En 2022, Pazos va estrenar en el Centre Dramàtic Galego, l'obra de la dramaturga Avelina Pérez, As oito da tarde cando morren as nais; després, amb Christina Rosenvinge i María Folguera va dirigir Safo, que es va estrenar en el Festival Internacional de Teatre Clàssic de Mèrida; i també Twist, per al Teatre Circo Price de Madrid. Aquest mateix any també va ser la coordinadora del laboratori de creació del Màster Oficial en Ensenyaments Artístics Pensament i Creació Escènica Contemporània de l'Escola Superior d'Art Dramàtic de Castella i Lleó.
Les seves obres es caracteritzen per una estètica en la qual l'ús del color és predominant.
En 2024 va estrenar l'espectacle Dique de la companyia Nova Galega de Dansa, un homenatge a les 200 dones gallegues que van excavar el dic de la Campana a Ferrol, considerada l'obra més gran d'enginyeria hidràulica del segle xix, realitzada entre 1874 i 1879. Les estibadores van retirar 245.000 metres cúbics de terra i pedres que van transportar sobre els seus caps en 58.000 cistells.